# Berberis leucocarpa
Berberis leucocarpa là một loài thực vật có hoa trong họ Hoàng mộc. Loài này được W.W.Sm. mô tả khoa học đầu tiên năm 1916.